# Lijst van oorlogsmonumenten in Westerveld
De Nederlandse gemeente Westerveld heeft verschillende oorlogsmonumenten. Hieronder een overzicht.
| Nr.  | Object                                          | Herdachte groep                                | Ontwerper                                         | Onthulling       | Type        | Locatie                         | Plaats      | Coördinaten                   | Foto                                            |
| ---- | ----------------------------------------------- | ---------------------------------------------- | ------------------------------------------------- | ---------------- | ----------- | ------------------------------- | ----------- | ----------------------------- | ----------------------------------------------- |
| 548  | Oude Willem, Monument voor Geallieerde Vliegers | geallieerde militairen                         |                                                   |                  | gedenksteen | Groningerweg 1a, 7981 LA        | Diever      | 52° 51' 24" NB, 6° 19' 20" OL | Oude Willem, Monument voor Geallieerde Vliegers |
| 551  | Monument aan de Bosweg, Diever                  | burgerslachtoffers, Geallieerde Vliegers       |                                                   | 11 april 1992    | gedenksteen | Bosweg, 7981 LE                 | Diever      | 52° 52' 21" NB, 6° 19' 16" OL | Meer afbeeldingen                               |
| 552  | Monument voor Amerikaanse Vliegers              | geallieerde militairen                         |                                                   | 4 mei 1990       | gedenksteen | Holtien, 7991 PN                | Dwingeloo   | 52° 50' 38" NB, 6° 23' 57" OL | Monument voor Amerikaanse Vliegers              |
| 553  | Monument voor Christiaan Kuiper                 | verzet Nederland                               |                                                   |                  | gedenksteen |                                 | Dwingeloo   | 52° 50' 4" NB, 6° 21' 57" OL  | Monument voor Christiaan Kuiper                 |
| 554  | Joods monument                                  | vervolgden Nederland                           |                                                   |                  | gedenksteen | Jodenweg, 8385 GP               | Vledderveen | 52° 52' 37" NB, 6° 11' 18" OL | Joods monument                                  |
| 555  | Monument Kamp Vledder                           | vervolgden Nederland                           |                                                   |                  | gedenksteen | Middenweg 11E, 8381 XM          | Vledder     | 52° 51' 40" NB, 6° 11' 54" OL | Monument Kamp Vledder                           |
| 557  | Monument voor luitenant Francois d'Aligny       | geallieerde militairen                         |                                                   | 5 mei 1947       | Kruis       | Van Helomaweg 25, 7971 PW       | Havelte     | 52° 46' 34" NB, 6° 13' 47" OL | Monument voor luitenant Francois d'Aligny       |
| 558  | Monument voor Johannes Post                     | verzet Nederland                               | Bert Kiewiet (buste)                              |                  | overig      | Johannes Postweg 7, 7973 JB     | Darp        | 52° 47' 39" NB, 6° 12' 4" OL  | Monument voor Johannes Post                     |
| 1908 | Onderduikershol                                 | geallieerde militairen, verzet Nederland       | A. Wiglema (gedenksteen)                          |                  | overig      | Wouwenaarweg                    | Diever      | 52° 52' 38" NB, 6° 17' 14" OL | Meer afbeeldingen                               |
| 2228 | UNIFIL-monument                                 | militairen in dienst van het Ned. Kon. na 1945 | John van Heijst                                   |                  | plaquette   | Helomaweg 50, 7971 PW           | Havelte     | 52° 46' 44" NB, 6° 13' 39" OL | UNIFIL-monument                                 |
| 2395 | Monument Doldersum                              | burgerslachtoffers                             |                                                   |                  | gedenkmuur  | Huenderweg, 8386 XB             | Doldersum   | 52° 53' 55" NB, 6° 16' 9" OL  | Meer afbeeldingen                               |
| 2396 | Oorlogsmonument                                 | vervolgden Nederland, verzet Nederland         |                                                   |                  | gedenksteen | De Brink, 7991 CG               | Dwingeloo   | 52° 49' 55" NB, 6° 22' 1" OL  | Oorlogsmonument                                 |
| 2496 | Herdenkingsmonument                             | burgerslachtoffers                             |                                                   |                  | gedenksteen | Brink, 8381 BE                  | Vledder     | 52° 51' 28" NB, 6° 12' 51" OL | Meer afbeeldingen                               |
| 2567 | Diever A en Diever B                            | vervolgden Nederland                           | Leerlingen van het Friesland College (uitvoering) | 2 oktober 2002   | plaquette   | Bosweg, 8439 SN                 | Oude Willem | 52° 53' 19" NB, 6° 18' 55" OL | Diever A en Diever B                            |
| 3248 | Oorlogsmonument                                 | overig, geallieerde militairen                 |                                                   | 15 augustus 2008 | plaquette   | Hoofdweg 136, 8383 EK           | Nijensleek  | 52° 49' 48" NB, 6° 9' 15" OL  |                                                 |
|      | Stolpersteine                                   | vervolgden Nederland                           | Gunter Demnig                                     |                  | plaquette   | Zie Stolpersteine in Westerveld | Dwingeloo   |                               |                                                 |

Aa en Hunze ·
Assen ·
Borger-Odoorn ·
Coevorden ·
De Wolden ·
Emmen ·
Hoogeveen ·
Meppel ·
Midden-Drenthe ·
Noordenveld ·
Tynaarlo ·
Westerveld